# Флаг Славянского городского поселения (Краснодарский край)
Флаг муниципального образования Сла́вянское городское поселение Славянского района Краснодарского края Российской Федерации — опознавательно-правовой знак, служащий официальным символом муниципального образования.
Ныне действующий флаг утверждён 26 сентября 2007 года и внесён в Государственный геральдический регистр Российской Федерации с присвоением регистрационного номера 3665.

## Описание
«Синее полотнище с соотношением сторон 2:3, несущее вдоль нижнего края фигурную жёлто-красную полосу в 1/4 от ширины полотнища, в виде стоящей на жёлтой земле стены с бастионом, посередине — белое изображение обелиска, обрамленного пушками, на постаменте, выходящем из-за полосы; и между обелиском и свободным краем — также белые изображения пяти летящих к обелиску голубей (два, один, два)».

## Обоснование символики
Флаг разработан на основе герба, который языком символов и аллегорий отражает исторические, культурные и экономические особенности сельского поселения.
Славянск-на-Кубани был основан как укреплённая казачья станица в 1865 году для охраны южных границ государства, на что указывает изображение символической стены с бастионом.
Изображение белого обелиска — условного аналога памятника бойцам Таманской армии — одна из главных достопримечательностей города, гордость славянцев и символ вечной памяти о тех, кто отдал свою жизнь за Отечество.
Слева от обелиска стая белых голубей — многозначный символ мирного настоящего и будущего, общности граждан, а также благоприятной экологической ситуации.
Белый цвет (серебро) символизирует чистоту, совершенство, мир и взаимопонимание.
Синий цвет (лазурь) полотнища символизирует честь, благородство, духовность, чистого небо и водные просторы.
Жёлтый цвет (золото) полотнища символизирует урожай, богатство, стабильность и солнечное тепло.
Красный цвет крепостной стены с бастионом символизируют мужество, отвагу, трудолюбие горожан, а также красоту и праздник.

## История
Первый флаг Славянского городского поселения был утверждён 20 июня 2006 года.
Флаг был изменён 26 сентября 2007 согласно требованиям Геральдического совета при Президенте Российской Федерации, по которым, флаг муниципального образования должен строиться по образцу его герба.

### Описание
«Прямоугольное красное полотнище с отношением ширины к длине 2:3, несущее у древка жёлтую полосу в 1/5 полотнища и посередине красной части — венок с обелиском и пушками из герба города в полноцветном воспроизведении (в жёлтом, голубом, белом, зелёном цветах с чёрными контурами)».

### Обоснование символики
Флаг разработан на основе герба города, который языком символов и аллегорий отражает исторические и культурные особенности городского поселения.
Славянск-на-Кубани был основан как казачья станица в 1865 году для охраны южных границ государства. Об этом на флаге говорит изображение крепостной стены.
В центре флага изображён памятник бойцам Таманской армии — одна из главных достопримечательностей города, гордость славянцев и символ вечной памяти о тех, кто отдал свою жизнь за Отечество. Венок — традиционный знак славы и почёта на флаге города дополняет символику обелиска. Хлебные колосья, составляющие часть венка, показывают, что не только воинскими достижениями славен город, но и трудом местных хлеборобов.
Символика фигур флага дополняется цветом:
Красный цвет — символ мужества, силы, трудолюбия, красоты и праздника.
Синий цвет — символ чести, благородства, духовности, чистого неба и водных просторов.
Золото — символ урожая, богатства, стабильности, солнечного тепла.
Серебро — символ чистоты, совершенства, мира и взаимопонимания.